# フェルンヴァルト
フェルンヴァルト (ドイツ語: Fernwald) は、ドイツ連邦共和国ヘッセン州ギーセン郡に属す町村（以下、本項では便宜上「町」と記述する）である。

## 地理

### 位置
フェルンヴァルトは、大学都市ギーセンの東約 6 km にある。

### 隣接する市町村
フェルンヴァルトは、北はブーゼック、東はライスキルヒェン、南東はリヒ、南西はポールハイム、西はギーセンと境を接する。

### 自治体の構成
フェルンヴェルトは、アルバッハ、アンネロート、シュタインバッハの 3地区からなる。

## 歴史
フェルンヴァルトは、1971年12月31日に、それまで独立した自治体であったシュタインバッハ、アンネロート、アルバッハが合併して成立した。町名は、アンネロートとシュタインバッハとの間にある森「フェルネヴァルト」に由来する。この森は、大きな森林地域「ヴィーゼッカー・ヴァルト」の一部に含まれる。

## 行政

### 議会
2011年3月27日の選挙以後、この町の議会は 27議席からなる

### 首長
2015年6月14日の選挙で、シュテファン・ベヒトホルトは 56.8 % の票を獲得して町長に再選された。投票率は 53.9 % であった。

### 紋章
図柄: 青地に金の斜め十字。これに重ねて銀地に黒い十字が描かれた小盾。
この町の紋章は、シュタインバッハの紋章から創られた。ドイツ騎士団の紋章とグライベルク家の斜め十字の組み合わせは、シュタインバッハおよびアンネロートの領主を表している。青と金の配色は、アルバッハを治めたゾルマー伯の影響である。

## 文化と見所

### スポーツと余暇
- TSG 1906 シュタインバッハには体操の他に、バスケットボール、バレーボール、柔道、卓球、音楽の部門がある。
- FSV 1926 フェルンヴァルトは、2005年から2014年までサッカー・ヘッセンリーガでプレイしていた。
- SV 1945 アンネロート
- HSG フェルンヴァルト
- TSV 1911 アルバッハ
- TC アンネロート
- TC フェルンヴァルト
- 射撃クラブ SC 1959 アンネロート

## 経済と社会資本

### 交通
町内を連邦アウトバーン A5号線が通っており、フェルンヴァルト＝シュタインバッハ・インターチェンジに直接面している。連邦道 B49号線と B 457号線も通っている。

## 引用
1. ↑  Hessisches Statistisches Landesamt: Bevölkerung in Hessen am 31.12.2023 (Landkreise, kreisfreie Städte und Gemeinden, Einwohnerzahlen auf Grundlage des Zensus 2011)]
2. ↑  Statistisches Bundesamt (Hrsg.): Historisches Gemeindeverzeichnis für die Bundesrepublik Deutschland. Namens-, Grenz- und Schlüsselnummernänderungen bei Gemeinden, Kreisen und Regierungsbezirken vom 27. 5. 1970 bis 31. 12. 1982. W. Kohlhammer GmbH, Stuttgart und Mainz 1983, ISBN 3-17-003263-1, p. 364.
3. ↑  ヘッセン州統計局: 2011年3月27日の町議会議員選挙結果（2015年6月15日 閲覧）
4. ↑  Wahlen in Hessen: Fernwald (Kreis Gießen)（2015年6月15日 閲覧）